# Euoniticellus intermedius
Euoniticellus intermedius là một loài bọ cánh cứng trong họ Bọ hung (Scarabaeidae).